# Фальшарда

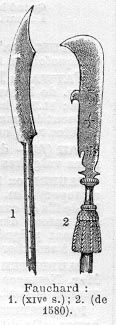
Фальшарды XIV и XVI веков.

Фальшарда, или фашард, фошар (фр. fauchard или Couteau de breche), также осадный нож, — тип древкового оружия, который использовался в средневековой Европе с XI по XVII века.
Фошар представлял собой подобие большого ножа с шипом или крюком на тупье (обухе), с односторонней заточкой клинка насаженного на короткое древко (не более 150 сантиметров), в русском оружиеведении часто называется «Косарь». В дальнейшем использование фальшард стало декоративным и церемониальным.
Конструкция оружия состояла из изогнутого клинка (пера) на длинном древке, хотя на некоторых изображениях оно показано на более коротком древке. Клинок (перо) был средне или сильно изогнут. Режущая кромка (лезвие) была только на выпуклой стороне клинка, в отличие от гвизармы. Фальшарда, вероятно, была разработана из боевой косы, с режущей кромкой, выпуклой, а не вогнутой, так что оружие было полезно как для колющих, так и для режущих ударов. Фошар упоминается в XII—XV веках, его изображение присутствует на иллюстрациях письменных источников, но большого распространения в вооружённых силах европейских государств не имело.

## Галерея

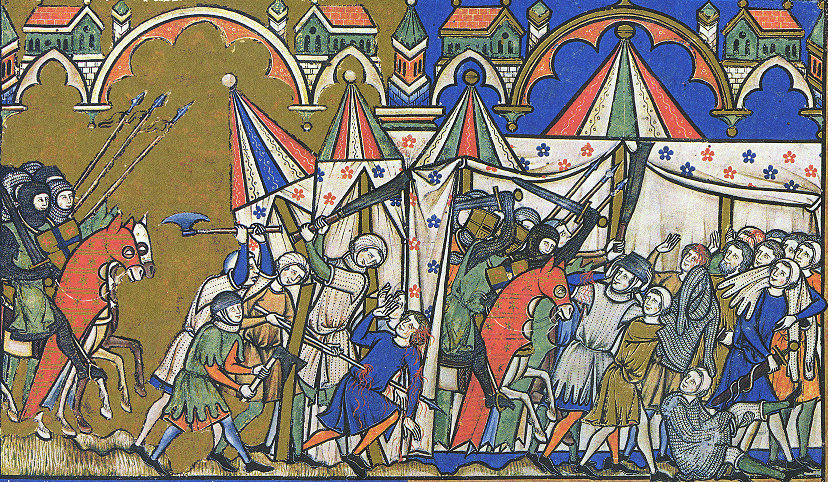
Использование фальшарды в бою. Миниатюра из «Библии Мациевского». 1240—1250-е годы.
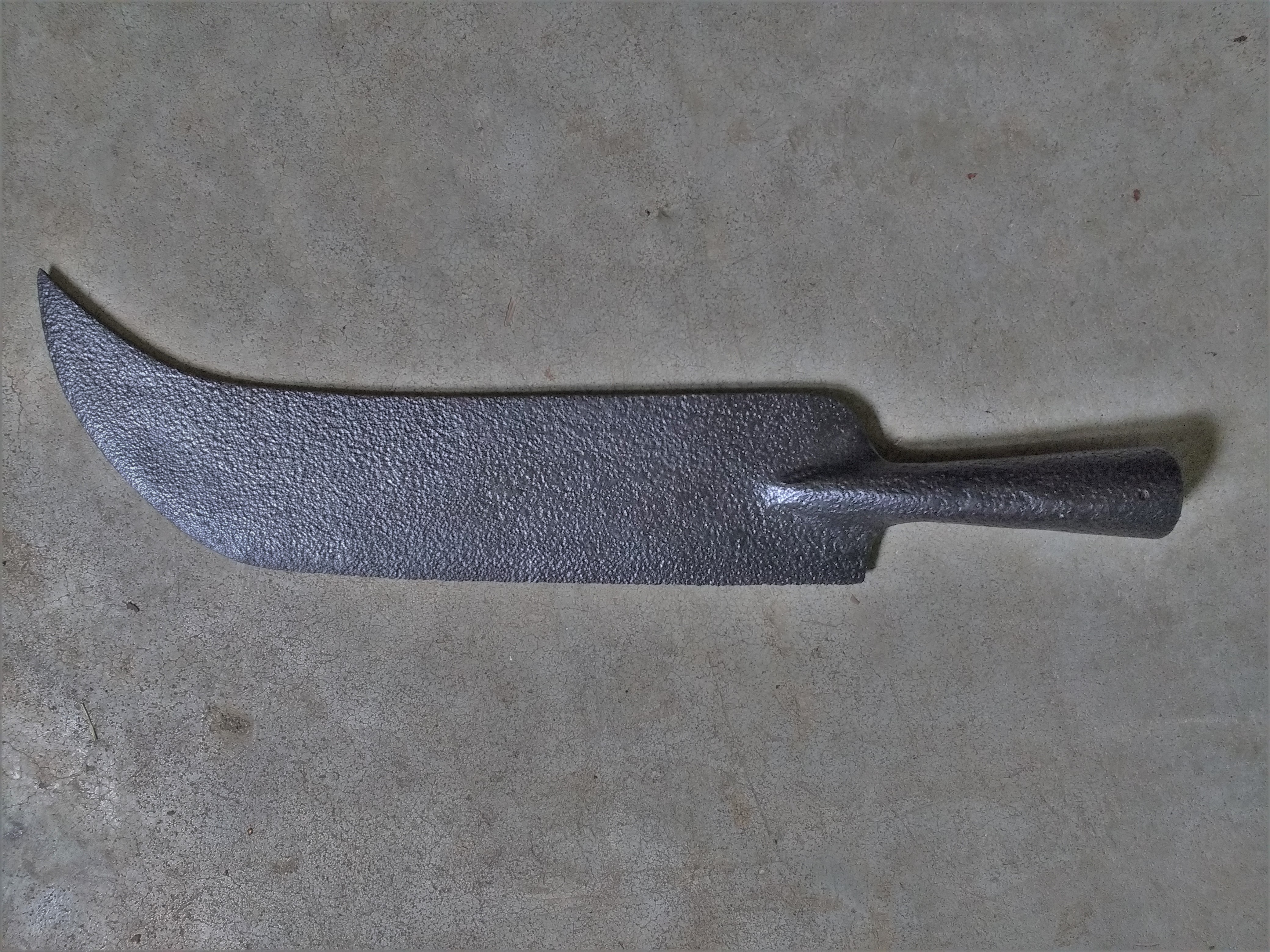
Резец («Coupe-marc»), французский сельскохозяйственный инструмент с XIX по XX век, часто неправильно обозначается как фашард. Большинство секир возникли из установленных на древках (шестах) сельскохозяйственных инструментов из-за их веса и доступности.
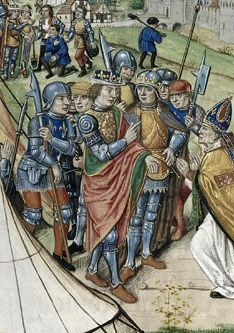
Солдаты с различными секирами, включая фошар и глефу. Миниатюра рукописи «Больших французских хроник», 1487 г.